# Chondrocladia nucleus
Chondrocladia nucleus är en svampdjursart som först beskrevs av Hansen 1885.  Chondrocladia nucleus ingår i släktet Chondrocladia och familjen Cladorhizidae.
Artens utbredningsområde är Norge. Inga underarter finns listade i Catalogue of Life.